# تسرکونی توتسی
تسرکونی توتسی (به صربی: Crkveni Toci) یک منطقهٔ مسکونی در صربستان است که در پریژپولجه واقع شده‌است. تسرکونی توتسی ۷۸ نفر جمعیت دارد.